# Chita Rivera
Chita Rivera   (Washington DC, 23 de gener de 1933 - Nova York, 30 de gener de 2024) fou una actriu, cantant i ballarina estatunidenca, coneguda principalment pels seus paper al teatre musical. És la primera dona hispana en haver rebut el Premi Kennedy Center Honors (desembre del 2002). L'any 2009 va rebre la Medalla Presidencial de la Llibertat.

## Biografia
Chita Rivera, de nom autèntic Dolores Conchita Figueroa del Rivero, va néixer a Washington DC, filla de Katherine, una treballadora del govern, i Pedro Julio Figueroa del Rivero, un clarinetista i saxofonista de la Banda de la Marina dels Estats Units. El seu pare era portorriqueny i la seva mare era d'origen escocès i italià. Rivera tenia 7 anys quan la seva mare quedà vídua i va anar a treballar pel Pentàgon.
El 1944, la mare de Rivera la va inscriure a l'escola de ballet Jones-Haywood. Més tard, quan en tenia 15, un professor de la George Balanchine's School of American Ballet visità l'escola i Rivera va ser una de les dues estudiants escollides per fer una audició a Nova York. L'audició va anar bé i va ser acceptada a l'escola, rebent una beca.

### Broadway
El 1952, Rivera acompanyà una amiga a una audició del musical de Broadway Call Me Madam, i acabà aconseguint ella mateixa el paper. Seguiren papers en altres produccions de Broadway, com Guys and Dolls i Can-Can. El 1957 va rebre el paper que la convertiria en una estrella de Broadway, l'ardent Anita de West Side Story (el paper també donaria la fama i un Oscar a una altra portorriquenya, Rita Moreno, a la pel·lícula de 1961). Rivera protagonitzà una gira nacional de Can-Can i interpretà el paper de Nicky a l'adaptació cinematogràfica de Sweet Charity, amb Shirley MacLaine.
L'1 de desembre de 1957 Rivera es casà amb el ballarí Tony Mordente. La seva actuació era tan important per l'èxit de l'espectacle que la producció de Londres de West Side Story va posposar-se fins que va tenir la seva filla Lisa. El 1963 va protagonitzar amb Alfred Drake el musical Zenda; i el 1975 apareixeria com a Velma Kelly al repartiment original del musical Chicago.
El 1984 protagonitzà el musical The Rink, amb Liza Minnelli, guanyant el seu primer Premi Tony pel seu paper com "Anna". El 1986, mentre que actuava al musical de Jerry Herman "Jerry's Girls", Rivera va patir un greu accident quan el seu cotxe topà amb un taxi al carrer 86 de Manhattan. Entre les ferides, tenia la cama trencada per 12 llocs, requerint fins a 18 cargols i dos claus per arreglar-ho. Després de la rehabilitació, Rivera continuà treballant als escenaris. Miraculosament revitalitzada, el 1988 s'embarcà en un restaurant juntament amb el novel·lista Daniel Simone. El local, situat al carrer 42 entre la 9a i la 10 avingudes, es deia 'Chita's'. Ben aviat es convertí en una atracció a la sortida del teatre, romanent obert fins al 1994.
A més dels seus professors de ballet, Rivera ha citat a Leonard Bernstein i a Gwen Verdon, amb la que protagonitzà Chicago, entre la gent amb qui té un gran deute.

### Darrers anys

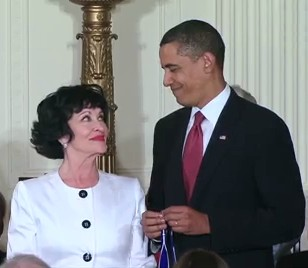
Chita Rivera amb el President Barack Obama abans de rebre la Medalla Presidencial de la Llibertat (2009)

El 1981 va aparèixer com a "Fastrada" en una versió televisiva del musical Pippin. El 1993 rebria un segon Premi Tony a Millor Actriu de Musical per la seva interpretació d'Aurora al musical Kiss of the Spider Woman, escrit per Kander i Ebb.
Rivera també va aparèixer a la producció del Goodman Theatre del musical The Visit (també de Kander & Ebb) com Claire Zachanassian el 2001. El 2008 va aparèixer en una versió revisada del musical a Arlington, juntament amb George Hearn.
El 2003 Rivera tornà a Broadway pel revival de Nine, protagonitzat per Antonio Banderas, com a Liliane La Fleur, rebent la vuitena nominació al Tony i la quarta al Premi Drama Desk. Posteriorment apareixeria a l'àlbum del repartiment del revival.
En televisió, Rivera va ser estrella convidada al The Judy Garland Show. Al febrer del 2005 protagonitzà amb Michele Lee un episodi de Will & Grace; i al desembre d'aquell s'estrenava a Broadway Chita Rivera: The Dancer's Life, una retrospectiva de la seva carrera, pel qual rebria una nova nominació al Tony. Tot i que s'esperava que reprengués el seu paper a una nova producció de The Visit a la tardor del 2007, però va ser posposat per a la temporada següent. En canvi, actuà dues setmanes al  supper club  Feinstein's At The Regency de Nova York. Rivera realitzà un concert escenificat de The Visit a benefici de l'Ambassador Theatre el 30 de novembre de 2011.
Rivera va fer un cameig a la versió cinematogràfica de Chicago (2002). Rivera seria estrella convidada a Johnny and the Sprites del Disney Channel, com a "Queen of All Magical Beings", emès el 15 de març del 2008. L'agost del 2009, el President Barack Obama condecorà a Chita Rivera amb la Medalla Presidencial de la Llibertat.
A la dècada de 1960, Rivera enregistrà dos àlbums en solitari', Chita Rivera: Get Me To The Church On Time i And Now I Sing. Al novembre del 2008, Rivera publicà el seu tercer àlbum en solitari, And Now I Swing.

## Carrera

### Teatre
- Call Me Madam – Ballarina Principal
- Seventh Heaven-Fifi (1955)
- Can-Can - Ballarina (1955)
- Mr. Wonderful - Rita Romano (1956)
- Shinbone Alley-Standby: Mehitabel - (1957)
- West Side Story - Anita (1957)
- Bye Bye Birdie - Rosie Alvarez (1960)
- Bajour - Anyanka (1964)
- Zenda - Athena
- Nascuda ahir (Born Yesterday) - Billie Dawn
- The Rose Tattoo
- The Threepenny Opera - Jenny
- Sweet Charity - Charity Hope Valentine
- Kiss Me, Kate
- Chicago - Velma Kelly (1975)
- Bring Back Birdie - Rose Grant (1981)
- Merlin: The Magical Musical - The Queen (1983)
- The Rink - Anna (1984)
- Jerry's Girls- Chita Rivera (1985)
- Kiss of the Spider Woman - Aurora (1993)
- Anything Goes - Reno Sweeney
- Casper: The Friendly Musical - Magdalena Monteverde
- Venecia - La Vieja
- House of Bernarda Alba - Bernarda Alba
- Nine the Musical - Liliane La Fleur (2003)
- Chita Rivera: The Dancer's Life - Chita Rivera (2005)
- The Visit - Claire Zachanassian
- The Mystery of Edwin Drood - The Princess Puffer / Miss Angela Prysock (2012)

### Cinema i televisió (selecció)
- Chicago (2002)
- Stonewall 25 - Voices of Pride and Protest (1994)
- Mayflower Madam (TV) (1987)
- That's Singing: The Best of Broadway (Great Performances, TV) (1985)
- Pippin (1981)
- Sgt. Pepper's Lonely Hearts Club Band (1978)
- Once Upon a Brothers Grimm (TV) (1977)
- The Marcus-Nelson Murders (Kojack, TV) (1973)
- Sweet Charity (1969)
- The Outer Limits, (TV) Vol. 20: "The Bellero Shield" (1963)

## Premis i nominacions
| Any  | Espectacle                      | Premi                                                               | Resultat   |
| ---- | ------------------------------- | ------------------------------------------------------------------- | ---------- |
| 1964 | Bye Bye Birdie                  | Premi Tony a la Millor Actriu de Repartiment de Musical             | Nominada   |
| 1976 | Chicago                         | Premi Tony a la Millor Actriu Protagonista de Musical               | Nominada   |
| 1981 | Bring Back Birdie               | Premi Tony a la Millor Actriu Protagonista de Musical               | Nominada   |
| 1981 | Bring Back Birdie               | Premi Drama Desk a l'Actiu Protagonista Més Destacada en un Musical | Nominada   |
| 1981 | Merlin: The Magical Musical     | Premi Tony a la Millor Actriu Protagonista de Musical               | Nominada   |
| 1984 | The Rink                        | Premi Tony a la Millor Actriu Protagonista de Musical               | Guanyadora |
| 1984 | The Rink                        | Premi Drama Desk a l'Actiu Protagonista Més Destacada en un Musical | Guanyadora |
| 1986 | Jerry's Girls                   | Premi Tony a la Millor Actriu Protagonista de Musical               | Nominada   |
| 1993 | Kiss of the Spider Woman        | Premi Tony a la Millor Actriu Protagonista de Musical               | Guanyadora |
| 1993 | Kiss of the Spider Woman        | Premi Drama Desk a l'Actiu Protagonista Més Destacada en un Musical | Guanyadora |
| 2003 | Nine the Musical                | Premi Tony a la Millor Actriu de Repartiment de Musical             | Nominada   |
| 2003 | Nine the Musical                | Premi Drama Desk a l'Actiu Protagonista Més Destacada en un Musical | Nominada   |
| 2006 | Chita Rivera: The Dancer's Life | Premi Tony a la Millor Actriu Protagonista de Musical               | Nominada   |

 Medalla Presidencial de la Llibertat - agost 2013